# Bueno de Paiva
Bueno de Paiva (Andradas, 1861. szeptember 17. – Rio de Janeiro, 1928. augusztus 4.) brazil politikus és rendőrbíró. 1910. november 10. és 1912. november 15. között alelnök volt Epitácio Pessoa kormányában.